# Gueydan
Gueydan es un pueblo ubicado en la parroquia de Vermilion en el estado estadounidense de Luisiana. En el censo de 2010 tenía una población de 1398 habitantes y una densidad poblacional de 591,21 personas por km².

## Geografía
Gueydan se encuentra ubicado en las coordenadas 30°1′44″N 92°30′25″O / 30.02889, -92.50694. Según la Oficina del Censo de los Estados Unidos, Gueydan tiene una superficie total de 2.36 km², de la cual 2.36 km² corresponden a tierra firme y (0%) 0 km² es agua.

## Demografía
Según el censo de 2010, había 1398 personas residiendo en Gueydan. La densidad de población era de 591,21 hab./km². De los 1398 habitantes, Gueydan estaba compuesto por el 85.55% blancos, el 12.37% eran afroamericanos, el 0.36% eran amerindios, el 0.57% eran asiáticos, el 0% eran isleños del Pacífico, el 0% eran de otras razas y el 1.14% pertenecían a dos o más razas. Del total de la población el 1.29% eran hispanos o latinos de cualquier raza.